# Centro Lector Santiago Katipare Pakarati Ranguitaki
El Centro Cultural Katipare  está ubicado en la localidad de Hanga Roa, en la comuna chilena de Isla de Pascua, Región de Valparaíso y lleva el nombre de Don Santiago "Katipare" Pakarati Rangitaki, en reconocimiento a su vasto trabajo como informante de gran cantidad de investigadores de la cultura, de distintos orígenes. 
En idioma rapanui fue denominado como Koro nui mo te maramarama, que se traduce como "Lugar de reunión para el conocimiento".

## Historia
Katipare fue inaugurado el 26 de abril de 2019, dentro de las celebraciones del Día Internacional del Libro, como una institución especial para la promoción, difusión y enseñanza de la cultura y, de acuerdo a lo que establece el convenio para su construcción, para su edificación, contó con el financiamiento del Ministerio de las Culturas, las Artes y el Patrimonio, siendo inaugurado en una ceremonia presidida por la Mministra de Cultura, señora Consuelo Valdés Chadwick, junto al alcalde de Isla de Pascua, don Pedro Edmunds Paoa, ya que tiene una completa dependencia administrativa de la institución edilicia. 
El establecimiento consta de dos pisos en 680 m² construidos en un terreno perteneciente a la Municipalidad, ubicado en la interesección de las calles Atamu Tekena con Te Pito o te Henua.
Los objetivos del Centro, giran en torno a la difusión de la cultura en la comuna, poniendo especial interés en lo relacionado con la cultura propia de la etnia rapanui, poniendo especial interés en la reunión social cultural. 
Tiene dependencia directa, administrativamente, de la Administración Municipal y cuenta con una organización en red, para el cumplimiento de sus funciones bajo la dirección de la ingeniero comercial, Margot Hotus Salinas.
Cumple funciones de centro de conferencias, charlas, reuniones, talleres y otras actividades de formación, así como la función social cultural antes descrita que se dirige también a la participación ciudadana en la vida pública local. 
Un permanente apoyo entrega la señora Isabel Pakarati Tepano, hija de Santiago Pakarati, declarada como tesoro humano vivo, quien mantiene la función de consejera cultural de la institución. Y como aporte propio y en pos de la difusión cultural, dictó talleres de kaikai, un método de narración de historias tradicionales y leyendas de la Isla, con una técnica de figuras realizadas con hilos.
En octubre de 2022, encargados de una misión UNESCO que se encontraba catastrando y diagnosticando los daños en el incendio a los moáis de ese año, visitaron las dependencias del establecimiento para conocer en persona las actividades que allí se realizan.
Existe un proyecto para la digitalización de los documentos que posee en papel los distintos archivos de la comuna, creando una biblioteca digital que preserve en este formato los textos e imágenes que podrían ser ofrecidos a distintos investigadores y estudiantes, para el conocimiento de la Isla y de la cultura rapanui.
Actualmente, se encuentra en construcción, la página web de Katipare que puede ser vista en https://katipare.cl/ y en la que se puede encontrar completa información de sus actividades y desarrollo de funciones.
Cualquier comunicación debe ser realizada a través de los métodos de contacto, en la página mencionada.